# Ironman 70.3 Germany

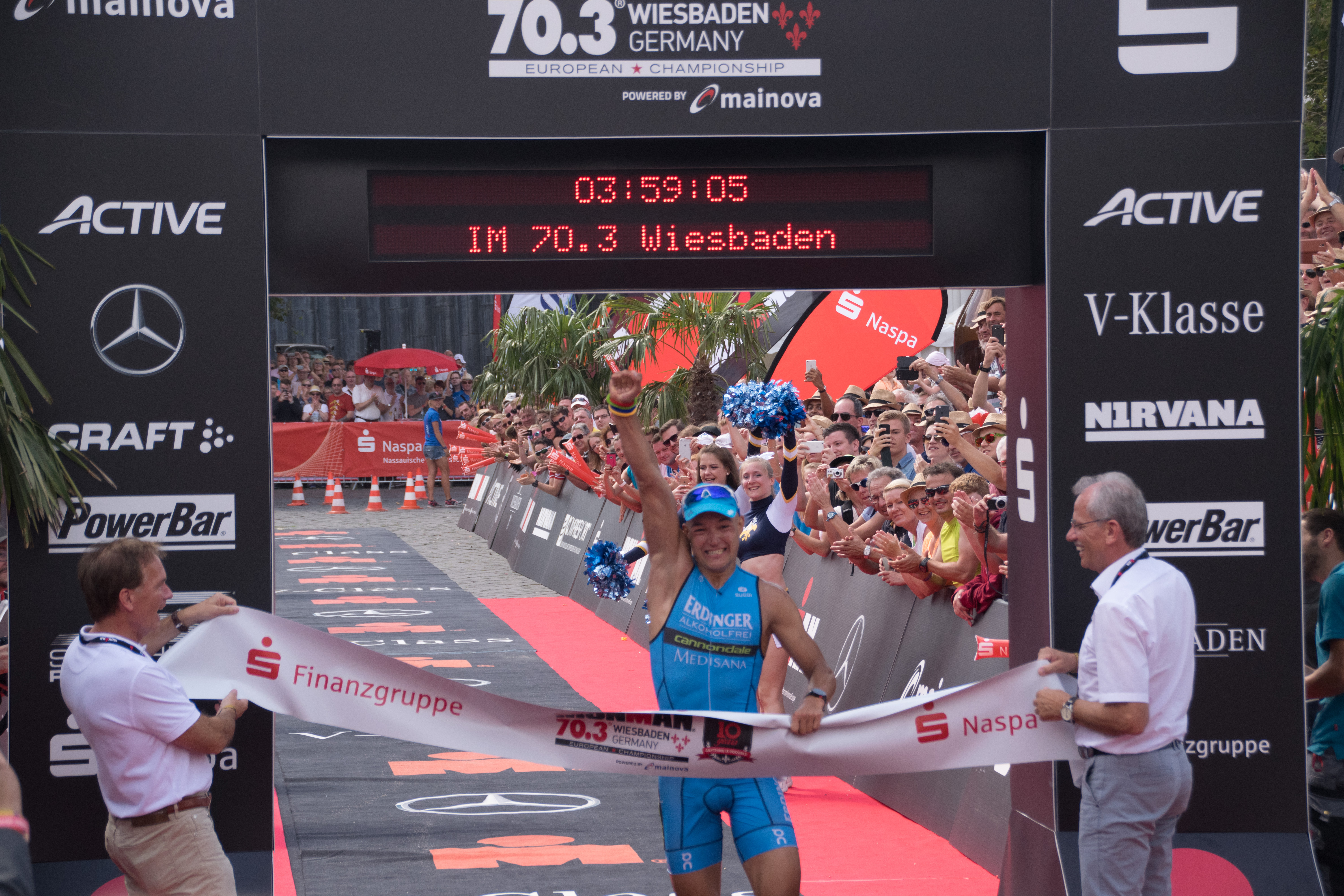
Andreas Dreitz, Sieger des Ironman 70.3 Germany 2016

Der Ironman 70.3 Germany war eine von 2007 bis 2016 jährlich im August in Wiesbaden stattfindende Triathlon-Sportveranstaltung.
Auch wenn keine offizielle Europameisterschaft wurde er vom Veranstalter unter dem Namen „Ironman 70.3 European Championship“ beworben, Qualifikationskriterien zur Teilnahme bestanden keine.

## Organisation

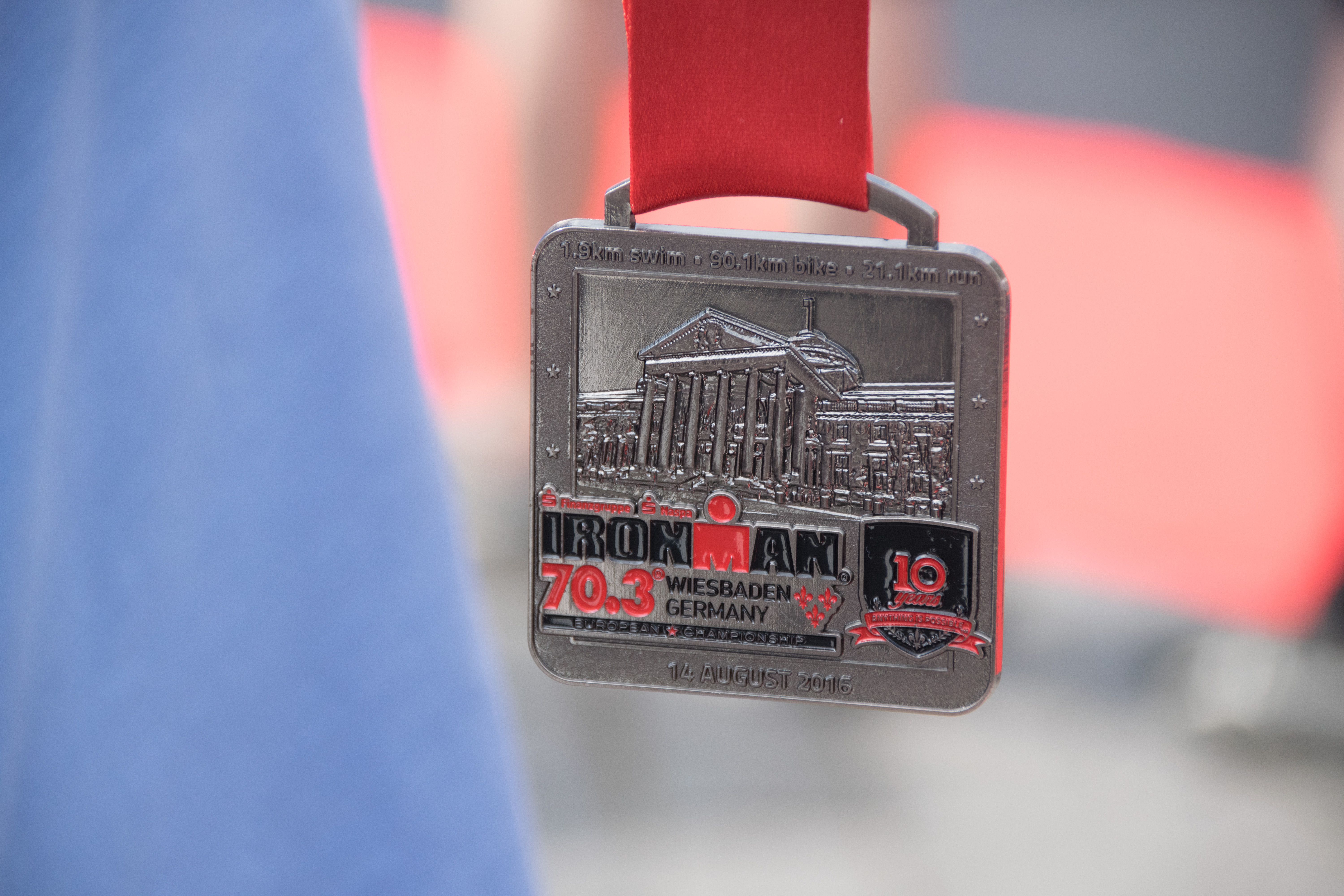
Finishermedaille

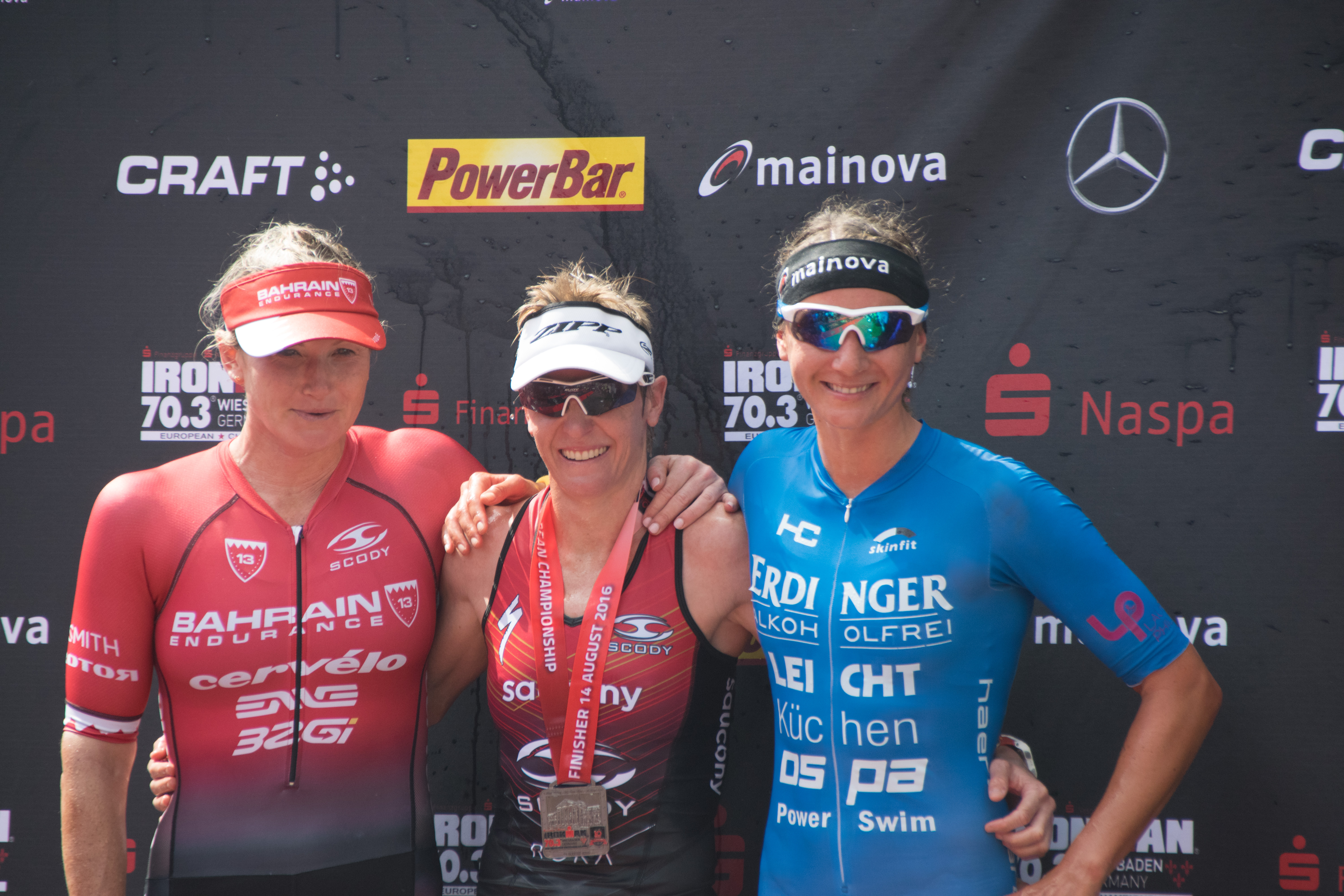
Laura Philipp (rechts) neben Jodie Swallow und Melissa Hauschildt in Wiesbaden, 2016

Der Ironman 70.3 Germany war Teil der Ironman-70.3-Triathlon-Rennserie der World Triathlon Corporation (WTC), einem Tochterunternehmen der chinesischen Wanda Group. Aus der Gesamtdistanz von 113 km bzw. 70,3 Meilen leitet sich der Name ab.
Die ersten beiden Austragungen des Ironman 70.3 Germany in Wiesbaden wurden durch Xdream Sports & Events GmbH, die auch bereits seit 2002 den Ironman Germany in Frankfurt organisierten, veranstaltet. Für die Nutzung des erstmals in Deutschland genutzten Markenzeichens „Ironman 70.3“ wurden Lizenzgebühren an die WTC entrichtet. Der Wettkampf war der erste unter diesem Markenzeichen in Deutschland. 2009 übernahm die WTC Xdream und organisierte von da an bis 2016 die Veranstaltung selber.
Für die Ironman 70.3 World Championship wurden bei diesem Wettkampf jährlich 100 Qualifikationsplätze in allen Altersklassen vergeben (Stand: September 2014). 2013 war in Wiesbaden außerdem eine Qualifikation für den Ironman Hawaii möglich.
Die Schweizerin Daniela Ryf mit ihrer Siegerzeit von 4:26:12 Stunden (2014) sowie der Brite Ritchie Nicholls mit 3:56:55 Stunden (2013) halten hier die Streckenrekorde.
Wegen Bauarbeiten am Raunheimer Waldsee, wo seit 2011 der Start erfolgte, sowie mangelnden Alternativen für die Durchführung der Auftaktdisziplin wurde die Veranstaltung nicht mehr fortgesetzt. Die letzte Austragung war am 14. August 2016.

## Streckenverlauf
- Das Schwimmen wurde bis 2010 im Wassersportgebiet Schiersteiner Hafen gestartet. Nachdem sich im Anschluss an den Wettkampf im Jahr 2010 mehrere Sportler über Durchfallerkrankungen beklagt hatten und diese auf die Wasserqualität im Hafenbecken zurückgeführt wurden, fand das Schwimmen von 2011 bis 2016 im Raunheimer Waldsee statt.[4]
- Die Radstrecke führte bis 2010 über Eltville am Rhein und Kiedrich in den Taunus hinein und endete am Kurpark Wiesbaden. Von 2011 bis 2016 führte sie nicht mehr durch den Rheingau, sondern von Raunheim bis an den Rand Wiesbadens, von dort in einer Schleife nach Idstein und zurück nach Wiesbaden, wo sie wiederum am Kurpark endete. Die Radstrecke wurde durch diese Routenänderung einen Kilometer länger und betrug nun 1.450 Höhenmeter.[5][6]
- Die Laufstrecke begann hinter dem Kurhaus Wiesbaden und erstreckte sich über vier Runden (bis 2008 drei Runden mit je rund 7 Kilometer).

| Datum/Jahr    | Männer              | Männer               | Männer               | Frauen                   | Frauen               | Frauen             |
| Datum/Jahr    | Erster Platz        | Zweiter Platz        | Dritter Platz        | Erster Platz             | Zweiter Platz        | Dritter Platz      |
| ------------- | ------------------- | -------------------- | -------------------- | ------------------------ | -------------------- | ------------------ |
| 14. Aug. 2016 | Andreas Dreitz      | Lionel Sanders       | Boris Stein          | Melissa Hauschildt       | Jodie Swallow        | Laura Philipp      |
| 9. Aug. 2015  | Boris Stein         | Andreas Raelert      | Ruedi Wild           | Camilla Pedersen         | Anja Beranek         | Alexandra Tondeur  |
| 10. Aug. 2014 | Bart Aernouts       | Peter Robertson      | Maurice Clavel       | Daniela Ryf -2-          | Leanda Cave          | Laura Philipp      |
| 11. Aug. 2013 | Ritchie Nicholls    | Jan Frodeno          | Alessandro Degasperi | Daniela Ryf              | Annabel Luxford      | Catriona Morrison  |
| 12. Aug. 2012 | Michael Raelert -2- | Bart Aernouts        | Boris Stein          | Anja Beranek             | Virginia Berasategui | Julia Gajer        |
| 14. Aug. 2011 | Andreas Böcherer    | Filip Ospalý         | Martin Krnavek       | Karin Thürig             | Eva Wutti            | Natascha Badmann   |
| 15. Aug. 2010 | Michael Raelert     | Sebastian Kienle     | Björn Andersson      | Yvonne van Vlerken -2-   | Desirée Ficker       | Kristin Möller     |
| 16. Aug. 2009 | Sebastian Kienle    | Michael Raelert      | Mathias Hecht        | Yvonne van Vlerken       | Tiina Boman          | Andrea Steinbecher |
| 10. Aug. 2008 | Faris Al-Sultan     | Alessandro Degasperi | Uwe Widmann          | Virginia Berasategui -2- | Andrea Brede         | Meike Krebs        |
| 19. Aug. 2007 | Stéphan Bignet      | Alessandro Degasperi | Nils Goerke          | Virginia Berasategui     | Wenke Kujala         | Andrea Brede       |

## Besondere Vorkommnisse
Bei der Austragung im Jahr 2008 wurden insgesamt acht Fahrräder aus der Wechselzone vom Radfahren zum Laufen gestohlen, woraufhin der Veranstalter die Betroffenen entschädigte und eine Belohnung von 25.000 Euro, für sachdienliche Hinweise die zur Ergreifung des oder der Täter führen, auslobte.
Bei der vierten Austragung im Jahr 2010 kam es zu einem Todesfall beim Ironman. Ein 55-jähriger Mann erlitt während des Schwimmens einen Kreislaufstillstand und verstarb trotz Wiederbelebungsmaßnahmen wenig später im Krankenhaus.